# 뫼비우스 (1996년 영화)
뫼비우스(Moebius)는 1996년 공개된 아르헨티나의 영화이다.

## 줄거리
부에노스아이레스 지하철에서 3월 4일, 승객들을 태운 UM-86 열차가 갑자기 사라지는 사건이 발생한다. 지하철 운영 당국은 이를 숨기려 하지만, 결국 노선 건설을 담당했던 엔지니어링 회사에 조사를 의뢰한다. 회사는 경험 많은 엔지니어 대신 젊은 위상수학자 다니엘 프랫을 파견하고, 이에 운영 당국은 불만을 느낀다.
프랫은 사라진 노선의 원본 도면을 찾으려 하지만, 이미 그의 옛 교수였던 휴고 미스테인이 가져간 사실을 알게 된다. 미스테인을 찾아 그의 집으로 간 프랫은 그곳에서 도면을 발견하지만, 누군가가 찾아오는 바람에 소녀와 함께 도망치게 된다.
지하철역에서 다시 만난 운영진들은 프랫에게 실종된 열차를 찾기 위해 모든 노선을 폐쇄했다는 소식을 전한다. 그러자 갑자기 터널에서 기차 소리가 들려오고, 그들은 열차를 찾아 헤매지만 결국 찾지 못한다. 이에 프랫은 지하철 노선이 뫼비우스의 띠처럼 변형되어 열차가 다른 차원으로 이동했을 거라는 이론을 제시하지만, 운영진들은 이를 비웃고 그를 해고한다.
하지만 프랫은 놀이공원의 롤러코스터에서 영감을 얻어 자신의 이론을 보완한다. 그는 다시 지하철로 돌아가 열차 운행을 분석하고, 곧 UM-86이 다시 나타날 것이라는 사실을 깨닫는다. 그는 터널을 헤매다 다른 역에 도착하고, 그곳에서 UM-86에 탑승하게 된다. 열차 안 승객들은 모두 멍한 상태였고, 지휘석에는 미스테인 교수가 그를 기다리고 있었다.
프랫은 미스테인과 대화를 나누며 자신의 이론이 옳았음을 확인하고, 현대 사회를 비판한다. 다음 날, 운영 당국은 승객은 없고 프랫의 이론이 적힌 일지만 남은 UM-86을 발견한다. 열차를 떠나려는 순간, 또 다른 열차가 실종되었다는 전화가 걸려온다.

## 출연

### 주연
- 로베르토 카르나기

## 같이 보기
- 아르헨티나 영화